# William Twaits
William Twaits (Galt, 20 de agosto de 1879 - 13 de abril de 1941) foi um futebolista canadense, campeão olímpico.
William Twaits competiu nos Jogos Olímpicos de Verão de 1904 em St. Louis. Ele ganhou a medalha de ouro como membro do Galt F.C., que representou o Canadá nos Jogos.